# Plecoptera rubiginilinea
Plecoptera rubiginilinea là một loài bướm đêm trong họ Erebidae.